# Interlands Uruguayaans voetbalelftal 1980-1989
Deze pagina toont een chronologisch en gedetailleerd overzicht van de interlands die het Uruguayaans voetbalelftal speelde in de periode 1980 – 1989.

## Interlands

### 1980
|                                                               |                       |       |         |                                                                                        |
| 15 maart Vriendschappelijk № 445 «onderlinge duels» 15:00 uur | Italië                | 1 – 0 | Uruguay | Stadio Giuseppe Meazza, Milaan Toeschouwers: 33.284 Scheidsrechter: Ivan Yosifov (BUL) |
| 15 maart Vriendschappelijk № 445 «onderlinge duels» 15:00 uur | Francesco Graziani 9' |       |         | Stadio Giuseppe Meazza, Milaan Toeschouwers: 33.284 Scheidsrechter: Ivan Yosifov (BUL) |

|                                                     |                                                    |       |         |                                                                               |
| 18 maart Vriendschappelijk № 446 «onderlinge duels» | België                                             | 2 – 0 | Uruguay | Heizelstadion, Brussel Toeschouwers: 3.974 Scheidsrechter: Robert Wurtz (FRA) |
| 18 maart Vriendschappelijk № 446 «onderlinge duels» | René Verheyen 65' (pen.) François Van der Elst 86' |       |         | Heizelstadion, Brussel Toeschouwers: 3.974 Scheidsrechter: Robert Wurtz (FRA) |

|                                                     |                                         |       |                          |                                                                                      |
| 22 maart Vriendschappelijk № 447 «onderlinge duels» | Joegoslavië                             | 2 – 1 | Uruguay                  | Koševo Stadion, Sarajevo Toeschouwers: 30.000 Scheidsrechter: Nikos Lagoyannis (GRE) |
| 22 maart Vriendschappelijk № 447 «onderlinge duels» | Nikica Klinčarski 9' Zlatko Vujović 64' |       | 75' (e.d.) Boro Primorac | Koševo Stadion, Sarajevo Toeschouwers: 30.000 Scheidsrechter: Nikos Lagoyannis (GRE) |

|                                                     |           |                        |         | |
| 26 maart Vriendschappelijk № 448 «onderlinge duels» | Luxemburg | 0 – 1                  | Uruguay | Stade de la Frontière, Esch-sur-Alzette Toeschouwers: 1.500 Scheidsrechter: Walter Eschweiler (FRG) |
| 26 maart Vriendschappelijk № 448 «onderlinge duels» |           | ??' Waldemar Victorino |         | Stade de la Frontière, Esch-sur-Alzette Toeschouwers: 1.500 Scheidsrechter: Walter Eschweiler (FRG) |

|                                                    |         |       |      |                                                                                          |
| 18 juli Vriendschappelijk № 449 «onderlinge duels» | Uruguay | 0 – 0 | Peru | Estadio Centenario, Montevideo Toeschouwers: onbekend Scheidsrechter: Edison Perez (PER) |
| 18 juli Vriendschappelijk № 449 «onderlinge duels» |         |       |      | Estadio Centenario, Montevideo Toeschouwers: onbekend Scheidsrechter: Edison Perez (PER) |

|                                                        |         |       |       |                                                                                |
| 21 augustus Vriendschappelijk № 450 «onderlinge duels» | Uruguay | 0 – 0 | Chili | Estadio Centenario, Montevideo Toeschouwers: onbekend Scheidsrechter: onbekend |
| 21 augustus Vriendschappelijk № 450 «onderlinge duels» |         |       |       | Estadio Centenario, Montevideo Toeschouwers: onbekend Scheidsrechter: onbekend |

|                                                        |                    |       |         |                                                                                           |
| 27 augustus Vriendschappelijk № 451 «onderlinge duels» | Brazilië           | 1 – 0 | Uruguay | Estadio Castelao, Fortaleza Toeschouwers: 118.496 Scheidsrechter: Luis Carlos Felix (BRA) |
| 27 augustus Vriendschappelijk № 451 «onderlinge duels» | Getúlio ??' (pen.) |       |         | Estadio Castelao, Fortaleza Toeschouwers: 118.496 Scheidsrechter: Luis Carlos Felix (BRA) |

|                                                       |                            |       |                                                                              |                                                                                              |
| 9 november Vriendschappelijk № 452 «onderlinge duels» | Bolivia                    | 1 – 3 | Uruguay                                                                      | Estadio Félix Capriles, Cochabamba Toeschouwers: 10.000 Scheidsrechter: Luis Barrancos (BOL) |
| 9 november Vriendschappelijk № 452 «onderlinge duels» | Carlos Aragones 35' (pen.) |       | 80' Eduardo de la Peña 87' (pen.) Julio César Morales 88' Waldemar Victorino | Estadio Félix Capriles, Cochabamba Toeschouwers: 10.000 Scheidsrechter: Luis Barrancos (BOL) |

|                                                        |                       |       |                     |                                                                                           |
| 12 november Vriendschappelijk № 453 «onderlinge duels» | Peru                  | 1 – 1 | Uruguay             | Estadio Nacional (Lima), Lima Toeschouwers: 30.000 Scheidsrechter: Artemio Arellano (URU) |
| 12 november Vriendschappelijk № 453 «onderlinge duels» | Julio César Uribe 14' |       | 25' Ariel Krasouski | Estadio Nacional (Lima), Lima Toeschouwers: 30.000 Scheidsrechter: Artemio Arellano (URU) |

|                                                       | |       |         |                                                                                               |
| 8 december Vriendschappelijk № 454 «onderlinge duels» | Uruguay | 6 – 0 | Finland | Estadio Centenario, Montevideo Toeschouwers: 10.000 Scheidsrechter: José Martínez Bazán (URU) |
| 8 december Vriendschappelijk № 454 «onderlinge duels» | Ariel Krasouski 56' Julio César Morales 63' Julio César Morales 64' Ernesto Vargas 75' Jorge Siviero 83' Miguel Falero 86' |       |         | Estadio Centenario, Montevideo Toeschouwers: 10.000 Scheidsrechter: José Martínez Bazán (URU) |

|                                                        | |       |         |                                                                                                 |
| 11 december Vriendschappelijk № 455 «onderlinge duels» | Uruguay | 5 – 0 | Bolivia | Estadio Domingo Burgueño, Maldonado Toeschouwers: 10.000 Scheidsrechter: Artemio Arellano (URU) |
| 11 december Vriendschappelijk № 455 «onderlinge duels» | Waldemar Victorino 27' Julio César Morales 31' Julio César Morales 40' (pen.) Rubén Paz 53' Venancio Ramos 64' |       |         | Estadio Domingo Burgueño, Maldonado Toeschouwers: 10.000 Scheidsrechter: Artemio Arellano (URU) |

|                                                        |                                                              |       |             |                                                                                          |
| 18 december Vriendschappelijk № 456 «onderlinge duels» | Uruguay                                                      | 4 – 0 | Zwitserland | Estadio Luis Tróccoli, Montevideo Toeschouwers: 6.000 Scheidsrechter: Jorge Romero (ARG) |
| 18 december Vriendschappelijk № 456 «onderlinge duels» | Walter Olivera 21' Rubén Paz 66' Rubén Paz 83' Rubén Paz 86' |       |             | Estadio Luis Tróccoli, Montevideo Toeschouwers: 6.000 Scheidsrechter: Jorge Romero (ARG) |

|                                                 |                                           |       |           |                                                                                        |
| 30 december Mundialito № 457 «onderlinge duels» | Uruguay                                   | 2 – 0 | Nederland | Estadio Centenario, Montevideo Toeschouwers: 65.000 Scheidsrechter: Enrique Labó (PER) |
| 30 december Mundialito № 457 «onderlinge duels» | Venancio Ramos 31' Waldemar Victorino 45' |       |           | Estadio Centenario, Montevideo Toeschouwers: 65.000 Scheidsrechter: Enrique Labó (PER) |

### 1981
|                                               |                                                       |       |        |                                                                                           |
| 3 januari Mundialito № 458 «onderlinge duels» | Uruguay                                               | 2 – 0 | Italië | Estadio Centenario, Montevideo Toeschouwers: 55.000 Scheidsrechter: Emilio Guruceta (ESP) |
| 3 januari Mundialito № 458 «onderlinge duels» | Julio César Morales 67' (pen.) Waldemar Victorino 81' |       |        | Estadio Centenario, Montevideo Toeschouwers: 55.000 Scheidsrechter: Emilio Guruceta (ESP) |

|                                                |                                          |       |                     |                                                                                          |
| 10 januari Mundialito № 459 «onderlinge duels» | Uruguay                                  | 2 – 1 | Brazilië            | Estadio Centenario, Montevideo Toeschouwers: 58.000 Scheidsrechter: Erich Linemayr (AUT) |
| 10 januari Mundialito № 459 «onderlinge duels» | Jorge Barrios 50' Waldemar Victorino 80' |       | 62' (pen.) Sócrates | Estadio Centenario, Montevideo Toeschouwers: 58.000 Scheidsrechter: Erich Linemayr (AUT) |

|                                                    |                  |       |                                                 |                                                                                     |
| 29 april Copa Pinto Duran № 460 «onderlinge duels» | Chili            | 1 – 2 | Uruguay                                         | Estadio Nacional, Santiago Toeschouwers: 28.000 Scheidsrechter: Teodoro Nitti (ARG) |
| 29 april Copa Pinto Duran № 460 «onderlinge duels» | Manuel Rojas 57' |       | 67' (pen.) Julio César Núñez 73' Nelson Agresta | Estadio Nacional, Santiago Toeschouwers: 28.000 Scheidsrechter: Teodoro Nitti (ARG) |

|                                                   |         |       |       |                                                                              |
| 15 juli Copa Pinto Duran № 461 «onderlinge duels» | Uruguay | 0 – 0 | Chili | Estadio Centenario, Montevideo Toeschouwers: 18.000 Scheidsrechter: onbekend |
| 15 juli Copa Pinto Duran № 461 «onderlinge duels» |         |       |       | Estadio Centenario, Montevideo Toeschouwers: 18.000 Scheidsrechter: onbekend |

|                                                     |                                                                      |       |                                              |                                                                                          |
| 9 augustus WK-kwalificatie № 462 «onderlinge duels» | Uruguay                                                              | 3 – 2 | Colombia                                     | Estadio Centenario, Montevideo Toeschouwers: 68.449 Scheidsrechter: Oscar Scolfaro (BRA) |
| 9 augustus WK-kwalificatie № 462 «onderlinge duels» | Rubén Paz 20' Julio César Morales 78' (pen.) Julio César Morales 87' |       | 41' Pedro Sarmiento 57' Hernán Darío Herrera | Estadio Centenario, Montevideo Toeschouwers: 68.449 Scheidsrechter: Oscar Scolfaro (BRA) |

|                                                      |                        |       |                                             |                                                                                         |
| 23 augustus WK-kwalificatie № 463 «onderlinge duels» | Uruguay                | 1 – 2 | Peru                                        | Estadio Centenario, Montevideo Toeschouwers: 42.000 Scheidsrechter: Juan Silvagno (CHI) |
| 23 augustus WK-kwalificatie № 463 «onderlinge duels» | Waldemar Victorino 67' |       | 39' Guillermo La Rosa 47' Julio César Uribe | Estadio Centenario, Montevideo Toeschouwers: 42.000 Scheidsrechter: Juan Silvagno (CHI) |

|                                                      |      |       |         |                                                                                  |
| 6 september WK-kwalificatie № 464 «onderlinge duels» | Peru | 0 – 0 | Uruguay | Estadio Nacional, Lima Toeschouwers: 42.000 Scheidsrechter: Arnaldo Coelho (BRA) |
| 6 september WK-kwalificatie № 464 «onderlinge duels» |      |       |         | Estadio Nacional, Lima Toeschouwers: 42.000 Scheidsrechter: Arnaldo Coelho (BRA) |

|                                                       |                                 |       |                        |                                                                                        |
| 13 september WK-kwalificatie № 465 «onderlinge duels» | Colombia                        | 1 – 1 | Uruguay                | Estadio El Campín, Bogota Toeschouwers: 10.000 Scheidsrechter: José Ramiz Wright (BRA) |
| 13 september WK-kwalificatie № 465 «onderlinge duels» | Hernán Darío Herrera 13' (pen.) |       | 18' Waldemar Victorino | Estadio El Campín, Bogota Toeschouwers: 10.000 Scheidsrechter: José Ramiz Wright (BRA) |

### 1982
|                                                |                                    |       |                                           |                                                                        |
| 20 februari Nehru Cup № 466 «onderlinge duels» | Zuid-Korea                         | 2 – 2 | Uruguay                                   | Eden Gardens, Calcutta Toeschouwers: onbekend Scheidsrechter: onbekend |
| 20 februari Nehru Cup № 466 «onderlinge duels» | Chung Hae-Won 3' Jang Oi-Ryong 15' |       | 48' (pen.) Venancio Ramos 65' Amaro Nadal | Eden Gardens, Calcutta Toeschouwers: onbekend Scheidsrechter: onbekend |

|                                                |       |       |         |                                                                        |
| 22 februari Nehru Cup № 467 «onderlinge duels» | China | 0 – 0 | Uruguay | Eden Gardens, Calcutta Toeschouwers: onbekend Scheidsrechter: onbekend |
| 22 februari Nehru Cup № 467 «onderlinge duels» |       |       |         | Eden Gardens, Calcutta Toeschouwers: onbekend Scheidsrechter: onbekend |

|                                                |                        |       |                                                          |                                                                        |
| 25 februari Nehru Cup № 468 «onderlinge duels» | India                  | 1 – 3 | Uruguay                                                  | Eden Gardens, Calcutta Toeschouwers: onbekend Scheidsrechter: onbekend |
| 25 februari Nehru Cup № 468 «onderlinge duels» | Manas Bhattacharya 35' |       | 8' Jorge da Silva 23' Jorge da Silva 70' Mario Saralegui | Eden Gardens, Calcutta Toeschouwers: onbekend Scheidsrechter: onbekend |

|                                            |       |                                    |         |                                                                        |
| 4 maart Nehru Cup № 469 «onderlinge duels» | China | 0 – 2                              | Uruguay | Eden Gardens, Calcutta Toeschouwers: onbekend Scheidsrechter: onbekend |
| 4 maart Nehru Cup № 469 «onderlinge duels» |       | 23' Jorge da Silva 84' Amaro Nadal |         | Eden Gardens, Calcutta Toeschouwers: onbekend Scheidsrechter: onbekend |

### 1983
|                                              |          |       |         | |
| 2 juni Copa Artigas № 470 «onderlinge duels» | Paraguay | 0 – 0 | Uruguay | Estadio Defensores del Chaco, Asunción Toeschouwers: 30.000 Scheidsrechter: Juan Francisco Escobar (PAR) |
| 2 juni Copa Artigas № 470 «onderlinge duels» |          |       |         | Estadio Defensores del Chaco, Asunción Toeschouwers: 30.000 Scheidsrechter: Juan Francisco Escobar (PAR) |

|                                              |                                                           |       |          |                                                                        |
| 9 juni Copa Artigas № 471 «onderlinge duels» | Uruguay                                                   | 3 – 0 | Paraguay | Estadio Centenario, Montevideo Toeschouwers: 45.000 Scheidsrechter: ?? |
| 9 juni Copa Artigas № 471 «onderlinge duels» | Wilmar Cabrera ??' Wilmar Cabrera ??' Fernando Morena ??' |       |          | Estadio Centenario, Montevideo Toeschouwers: 45.000 Scheidsrechter: ?? |

|                                                    |                     |       |                    |                                                                                         |
| 18 juli Vriendschappelijk № 472 «onderlinge duels» | Uruguay             | 1 – 1 | Peru               | Estadio Centenario, Montevideo Toeschouwers: 60.000 Scheidsrechter: Claudio Busca (ARG) |
| 18 juli Vriendschappelijk № 472 «onderlinge duels» | Arsenio Luzardo 50' |       | 29' Juan Caballero | Estadio Centenario, Montevideo Toeschouwers: 60.000 Scheidsrechter: Claudio Busca (ARG) |

|                                                        |                    |       |                      |                                                                                     |
| 11 augustus Vriendschappelijk № 473 «onderlinge duels» | Peru               | 1 – 1 | Uruguay              | Estadio Nacional, Lima Toeschouwers: 20.000 Scheidsrechter: Sergio Leiblinger (PER) |
| 11 augustus Vriendschappelijk № 473 «onderlinge duels» | Franco Navarro 40' |       | 29' Juan Muhletahler | Estadio Nacional, Lima Toeschouwers: 20.000 Scheidsrechter: Sergio Leiblinger (PER) |

|                                                        |         |       |          |                                                                                              |
| 25 augustus Vriendschappelijk № 474 «onderlinge duels» | Uruguay | 0 – 0 | Paraguay | Estadio Centenario, Montevideo Toeschouwers: 20.000 Scheidsrechter: Ramon Barreto Ruiz (URU) |
| 25 augustus Vriendschappelijk № 474 «onderlinge duels» |         |       |          | Estadio Centenario, Montevideo Toeschouwers: 20.000 Scheidsrechter: Ramon Barreto Ruiz (URU) |

|                                                   |                                         |       |                          |                                                                                          |
| 1 september Copa América № 475 «onderlinge duels» | Uruguay                                 | 2 – 1 | Chili                    | Estadio Centenario, Montevideo Toeschouwers: 30.000 Scheidsrechter: Arnaldo Coelho (BRA) |
| 1 september Copa América № 475 «onderlinge duels» | Eduardo Acevedo 45' Fernando Morena 63' |       | 76' Juan Carlos Orellana | Estadio Centenario, Montevideo Toeschouwers: 30.000 Scheidsrechter: Arnaldo Coelho (BRA) |

|                                                   |                                                                   |       |           |                                                                                             |
| 4 september Copa América № 476 «onderlinge duels» | Uruguay                                                           | 3 – 0 | Venezuela | Estadio Centenario, Montevideo Toeschouwers: 60.000 Scheidsrechter: Epifanio González (PAR) |
| 4 september Copa América № 476 «onderlinge duels» | Wilmar Cabrera 35' Fernando Morena 51' (pen.) Arsenio Luzardo 68' |       |           | Estadio Centenario, Montevideo Toeschouwers: 60.000 Scheidsrechter: Epifanio González (PAR) |

|                                                    |                                          |       |         |                                                                                     |
| 11 september Copa América № 477 «onderlinge duels» | Chili                                    | 2 – 0 | Uruguay | Estadio Nacional, Santiago Toeschouwers: 55.000 Scheidsrechter: Teodoro Nitti (ARG) |
| 11 september Copa América № 477 «onderlinge duels» | Rodolfo Dubó 9' Juan Carlos Letelier 80' |       |         | Estadio Nacional, Santiago Toeschouwers: 55.000 Scheidsrechter: Teodoro Nitti (ARG) |

|                                                    |                  |       |                                          |                                                                                      |
| 18 september Copa América № 478 «onderlinge duels» | Venezuela        | 1 – 2 | Uruguay                                  | Estadio Olímpico, Caracas Toeschouwers: 3.000 Scheidsrechter: Carlos Montalbán (PER) |
| 18 september Copa América № 478 «onderlinge duels» | Pedro Febles 77' |       | 74' Alberto Santelli 87' Carlos Aguilera | Estadio Olímpico, Caracas Toeschouwers: 3.000 Scheidsrechter: Carlos Montalbán (PER) |

|                                                         |                                           |       |         |                                                                                   |
| 21 september Vriendschappelijk № 479 «onderlinge duels» | Schotland                                 | 2 – 0 | Uruguay | Hampden Park, Glasgow Toeschouwers: 20.545 Scheidsrechter: David Richardson (ENG) |
| 21 september Vriendschappelijk № 479 «onderlinge duels» | John Robertson 24' (pen.) Davie Dodds 55' |       |         | Hampden Park, Glasgow Toeschouwers: 20.545 Scheidsrechter: David Richardson (ENG) |

|                                                         |                                  |       |                                         |                                                                                        |
| 26 september Vriendschappelijk № 480 «onderlinge duels» | Israël                           | 2 – 2 | Uruguay                                 | Bloomfield Stadion, Tel Aviv Toeschouwers: 20.545 Scheidsrechter: Nicolae Rainea (ROM) |
| 26 september Vriendschappelijk № 480 «onderlinge duels» | Zahi Armeli 48' Shabtai Levi 63' |       | 10' Carlos Aguilera 83' Carlos Aguilera | Bloomfield Stadion, Tel Aviv Toeschouwers: 20.545 Scheidsrechter: Nicolae Rainea (ROM) |

|                                                               |      |                     |         |                                                                                  |
| 13 oktober Copa América Halve finale № 481 «onderlinge duels» | Peru | 0 – 1               | Uruguay | Estadio Nacional, Lima Toeschouwers: 28.000 Scheidsrechter: Sergio Vásquez (CHI) |
| 13 oktober Copa América Halve finale № 481 «onderlinge duels» |      | 65' Carlos Aguilera |         | Estadio Nacional, Lima Toeschouwers: 28.000 Scheidsrechter: Sergio Vásquez (CHI) |

|                                                               |                    |       |                       |                                                                                             |
| 20 oktober Copa América Halve finale № 482 «onderlinge duels» | Uruguay            | 1 – 1 | Peru                  | Estadio Centenario, Montevideo Toeschouwers: 58.000 Scheidsrechter: Arturo Ithurralde (ARG) |
| 20 oktober Copa América Halve finale № 482 «onderlinge duels» | Wilmar Cabrera 49' |       | 24' Eduardo Malásquez | Estadio Centenario, Montevideo Toeschouwers: 58.000 Scheidsrechter: Arturo Ithurralde (ARG) |

|                                                         |                                       |       |          |                                                                                        |
| 27 oktober Copa América Finale № 483 «onderlinge duels» | Uruguay                               | 2 – 0 | Brazilië | Estadio Centenario, Montevideo Toeschouwers: 65.000 Scheidsrechter: Héctor Ortíz (PAR) |
| 27 oktober Copa América Finale № 483 «onderlinge duels» | Enzo Francescoli 41' Víctor Diogo 80' |       |          | Estadio Centenario, Montevideo Toeschouwers: 65.000 Scheidsrechter: Héctor Ortíz (PAR) |

|                                                         |              |       |                     |                                                                                      |
| 4 november Copa América Finale № 484 «onderlinge duels» | Brazilië     | 1 – 1 | Uruguay             | Estádio Fonte Nova, Salvador Toeschouwers: 95.000 Scheidsrechter: Edison Pérez (PER) |
| 4 november Copa América Finale № 484 «onderlinge duels» | Jorginho 23' |       | 77' Carlos Aguilera | Estádio Fonte Nova, Salvador Toeschouwers: 95.000 Scheidsrechter: Edison Pérez (PER) |

### 1984
|                                                    |                                          |       |          |                                                                                            |
| 13 juni Vriendschappelijk № 485 «onderlinge duels» | Uruguay                                  | 2 – 0 | Engeland | Estadio Centenario, Montevideo Toeschouwers: 32.800 Scheidsrechter: Gabriel González (PAR) |
| 13 juni Vriendschappelijk № 485 «onderlinge duels» | Luis Acosta 8' (pen.) Wilmar Cabrera 68' |       |          | Estadio Centenario, Montevideo Toeschouwers: 32.800 Scheidsrechter: Gabriel González (PAR) |

|                                                    |                |       |          |                                                                                          |
| 21 juni Vriendschappelijk № 486 «onderlinge duels» | Brazilië       | 1 – 0 | Uruguay. | Estádio Couto Pereira, Curitiba Toeschouwers: 40.800 Scheidsrechter: Gaston Castro (CHI) |
| 21 juni Vriendschappelijk № 486 «onderlinge duels» | Arturzinho ??' |       |          | Estádio Couto Pereira, Curitiba Toeschouwers: 40.800 Scheidsrechter: Gaston Castro (CHI) |

|                                                    |                   |       |            |                                                                                        |
| 18 juli Vriendschappelijk № 487 «onderlinge duels» | Uruguay           | 1 – 0 | Argentinië | Estadio Centenario, Montevideo Toeschouwers: 32.800 Scheidsrechter: Edison Pérez (PER) |
| 18 juli Vriendschappelijk № 487 «onderlinge duels» | Jorge Barrios 63' |       |            | Estadio Centenario, Montevideo Toeschouwers: 32.800 Scheidsrechter: Edison Pérez (PER) |

|                                                       |            |       |         | |
| 2 augustus Vriendschappelijk № 488 «onderlinge duels» | Argentinië | 0 – 0 | Uruguay | Estadio Monumental, Buenos Aires Toeschouwers: 40.000 Scheidsrechter: Juan Francisco Escobar (PAR) |
| 2 augustus Vriendschappelijk № 488 «onderlinge duels» |            |       |         | Estadio Monumental, Buenos Aires Toeschouwers: 40.000 Scheidsrechter: Juan Francisco Escobar (PAR) |

|                                                         |                                          |       |      |                                                                                               |
| 19 september Vriendschappelijk № 489 «onderlinge duels» | Uruguay                                  | 2 – 0 | Peru | Estadio Centenario, Montevideo Toeschouwers: 10.800 Scheidsrechter: Carlos Rosa Martins (BRA) |
| 19 september Vriendschappelijk № 489 «onderlinge duels» | Carlos Aguilera 7' José Luis Zalazar 90' |       |      | Estadio Centenario, Montevideo Toeschouwers: 10.800 Scheidsrechter: Carlos Rosa Martins (BRA) |

|                                                      |                  |       |                                                             |                                                                               |
| 3 oktober Vriendschappelijk № 490 «onderlinge duels» | Peru             | 1 – 3 | Uruguay                                                     | Estadio Nacional, Lima Toeschouwers: 15.000 Scheidsrechter: Abel Gnecco (ARG) |
| 3 oktober Vriendschappelijk № 490 «onderlinge duels» | Abel Lobaton 55' |       | 4' Jorge Barrios 53' Carlos Aguilera 71' (pen.) Amaro Nadal | Estadio Nacional, Lima Toeschouwers: 15.000 Scheidsrechter: Abel Gnecco (ARG) |

|                                                       |                 |       |                  |                                                                                        |
| 31 oktober Vriendschappelijk № 491 «onderlinge duels» | Uruguay         | 1 – 1 | Mexico           | Estadio Centenario, Montevideo Toeschouwers: 27.800 Scheidsrechter: Jorge Romero (ARG) |
| 31 oktober Vriendschappelijk № 491 «onderlinge duels» | Amaro Nadal 82' |       | 75' Carlos Muñoz | Estadio Centenario, Montevideo Toeschouwers: 27.800 Scheidsrechter: Jorge Romero (ARG) |

### 1985
|                                                       |                                                             |       |                                |                                                                                           |
| 29 januari Vriendschappelijk № 492 «onderlinge duels» | Uruguay                                                     | 3 – 0 | Duitse Democratische Republiek | Estadio Centenario, Montevideo Toeschouwers: 80.000 Scheidsrechter: Juan Cardellino (URU) |
| 29 januari Vriendschappelijk № 492 «onderlinge duels» | Carlos Aguilera 37' Jorge da Silva 78' Enzo Francescoli 84' |       |                                | Estadio Centenario, Montevideo Toeschouwers: 80.000 Scheidsrechter: Juan Cardellino (URU) |

|                                                  |                      |       |          |                                                                        |
| 3 februari Copa Artigas № 493 «onderlinge duels» | Uruguay              | 1 – 0 | Paraguay | Estadio Centenario, Montevideo Toeschouwers: 65.000 Scheidsrechter: ?? |
| 3 februari Copa Artigas № 493 «onderlinge duels» | Enzo Francescoli ??' |       |          | Estadio Centenario, Montevideo Toeschouwers: 65.000 Scheidsrechter: ?? |

|                                                       |         |                   |         |                                                                        |
| 6 februari Vriendschappelijk № 494 «onderlinge duels» | Bolivia | 0 – 1             | Uruguay | Estadio Hernando Siles, La Paz Toeschouwers: 20.000 Scheidsrechter: ?? |
| 6 februari Vriendschappelijk № 494 «onderlinge duels» |         | ??' Dario Pereira |         | Estadio Hernando Siles, La Paz Toeschouwers: 20.000 Scheidsrechter: ?? |

|                                                   |                            |       |                                                 | |
| 10 februari Copa Artigas № 495 «onderlinge duels» | Paraguay                   | 1 – 3 | Uruguay                                         | Estadio Defensores del Chaco, Asunción Toeschouwers: 30.000 Scheidsrechter: Gabriel González (PAR) |
| 10 februari Copa Artigas № 495 «onderlinge duels» | Roberto Benitez ??' (pen.) |       | ??' Amaro Nadal ??' Amaro Nadal ??' Amaro Nadal | Estadio Defensores del Chaco, Asunción Toeschouwers: 30.000 Scheidsrechter: Gabriel González (PAR) |

|                                                        |                                     |       |                |                                                                                         |
| 14 februari Vriendschappelijk № 496 «onderlinge duels» | Uruguay                             | 2 – 1 | Finland        | Estadio Centenario, Montevideo Toeschouwers: 29.735 Scheidsrechter: Ramón Barreto (URU) |
| 14 februari Vriendschappelijk № 496 «onderlinge duels» | Carlos Aguilera 30' Amaro Nadal 35' |       | 12' Ari Valvee | Estadio Centenario, Montevideo Toeschouwers: 29.735 Scheidsrechter: Ramón Barreto (URU) |

|                                                        |                                                                 |       |          |                                                                                               |
| 24 februari Vriendschappelijk № 497 «onderlinge duels» | Uruguay                                                         | 3 – 0 | Colombia | Estadio Centenario, Montevideo Toeschouwers: 80.000 Scheidsrechter: José Martínez Bazán (URU) |
| 24 februari Vriendschappelijk № 497 «onderlinge duels» | Carlos Aguilera 19' Enzo Francescoli 42' Amaro Nadal 89' (pen.) |       |          | Estadio Centenario, Montevideo Toeschouwers: 80.000 Scheidsrechter: José Martínez Bazán (URU) |

|                                                        |                                    |       |                                      |                                                                                           |
| 27 februari Vriendschappelijk № 498 «onderlinge duels» | Uruguay                            | 2 – 2 | Peru                                 | Estadio Centenario, Montevideo Toeschouwers: 65.000 Scheidsrechter: Ernesto Filippi (URU) |
| 27 februari Vriendschappelijk № 498 «onderlinge duels» | Amaro Nadal 45' Wilmar Cabrera 90' |       | 8' Franco Navarro 50' José Velasquez | Estadio Centenario, Montevideo Toeschouwers: 65.000 Scheidsrechter: Ernesto Filippi (URU) |

|                                                   |                                        |       |                   |                                                                                        |
| 10 maart WK-kwalificatie № 499 «onderlinge duels» | Uruguay                                | 2 – 1 | Ecuador           | Estadio Centenario, Montevideo Toeschouwers: 60.000 Scheidsrechter: Edison Pérez (PER) |
| 10 maart WK-kwalificatie № 499 «onderlinge duels» | Carlos Aguilera 32' Venancio Ramos 90' |       | 54' Hamilton Cuvi | Estadio Centenario, Montevideo Toeschouwers: 60.000 Scheidsrechter: Edison Pérez (PER) |

|                                                   |                                  |       |         |                                                                                  |
| 24 maart WK-kwalificatie № 500 «onderlinge duels» | Chili                            | 2 – 0 | Uruguay | Estadio Nacional, Santiago Toeschouwers: 79.560 Scheidsrechter: Jesús Díaz (COL) |
| 24 maart WK-kwalificatie № 500 «onderlinge duels» | Hugo Rubio 28' Jorge Aravena 53' |       |         | Estadio Nacional, Santiago Toeschouwers: 79.560 Scheidsrechter: Jesús Díaz (COL) |

|                                                   |         |                                          |         | |
| 31 maart WK-kwalificatie № 501 «onderlinge duels» | Ecuador | 0 – 2                                    | Uruguay | Estadio Olímpico Atahualpa, Quito Toeschouwers: 29.294 Scheidsrechter: Juan Francisco Escobar (PAR) |
| 31 maart WK-kwalificatie № 501 «onderlinge duels» |         | 72' Mario Saralegui 87' Enzo Francescoli |         | Estadio Olímpico Atahualpa, Quito Toeschouwers: 29.294 Scheidsrechter: Juan Francisco Escobar (PAR) |

|                                                  |                                    |       |                          |                                                                                           |
| 7 april WK-kwalificatie № 502 «onderlinge duels» | Uruguay                            | 2 – 1 | Chili                    | Estadio Centenario, Montevideo Toeschouwers: 67.175 Scheidsrechter: Carlos Esposito (ARG) |
| 7 april WK-kwalificatie № 502 «onderlinge duels» | José Batista 8' Venancio Ramos 57' |       | 28' (pen.) Jorge Aravena | Estadio Centenario, Montevideo Toeschouwers: 67.175 Scheidsrechter: Carlos Esposito (ARG) |

|                                                     |                                    |       |                         |                                                                                |
| 23 april Vriendschappelijk № 503 «onderlinge duels» | Peru                               | 2 – 1 | Uruguay                 | Estadio Nacional, Lima Toeschouwers: 20.000 Scheidsrechter: Edison Pérez (PER) |
| 23 april Vriendschappelijk № 503 «onderlinge duels» | José Velasquez 40' Cesar Cueto 75' |       | 24' Juan Ramón Carrasco | Estadio Nacional, Lima Toeschouwers: 20.000 Scheidsrechter: Edison Pérez (PER) |

|                                                     |                                          |       |                     |                                                                                           |
| 28 april Vriendschappelijk № 504 «onderlinge duels» | Colombia                                 | 2 – 1 | Uruguay             | Estadio El Campin, Bogota Toeschouwers: onbekend Scheidsrechter: Alirio Blanquiceth (COL) |
| 28 april Vriendschappelijk № 504 «onderlinge duels» | Willington Ortíz 41' Arnoldo Iguarán 64' |       | 47' Carlos Aguilera | Estadio El Campin, Bogota Toeschouwers: onbekend Scheidsrechter: Alirio Blanquiceth (COL) |

|                                                  |                       |       |         |                                                                                   |
| 2 mei Vriendschappelijk № 505 «onderlinge duels» | Brazilië              | 2 – 0 | Uruguay | Estádio do Arruda, Recife Toeschouwers: 59.496 Scheidsrechter: Elias Jácome (ECU) |
| 2 mei Vriendschappelijk № 505 «onderlinge duels» | Alemão 45' Careca 67' |       |         | Estádio do Arruda, Recife Toeschouwers: 59.496 Scheidsrechter: Elias Jácome (ECU) |

|                                                     |                           |       |                                                                               |                                                                                               |
| 26 mei Kirin Cup № 506 «onderlinge duels» 13:30 uur | Japan                     | 1 – 4 | Uruguay                                                                       | Yoyogi Nationaal Stadion, Tokio Toeschouwers: 30.000 Scheidsrechter: Henk van Ettekoven (NED) |
| 26 mei Kirin Cup № 506 «onderlinge duels» 13:30 uur | Kazushi Kimura 15' (pen.) |       | 44' Carlos Aguilera 51' Jorge da Silva 69' Jorge da Silva 73' Carlos Aguilera | Yoyogi Nationaal Stadion, Tokio Toeschouwers: 30.000 Scheidsrechter: Henk van Ettekoven (NED) |

|                                                          |          | |         |  |
| 1 juni Kirin Cup Officieus duel № 507 «onderlinge duels» | Maleisië | 0 – 6 | Uruguay |  |
| 1 juni Kirin Cup Officieus duel № 507 «onderlinge duels» |          | ??' Juan Ramón Carrasco ??' César Pereira ??' Jesús Alzugaray ??' Jorge Barrios ??' Carlos Aguilera ??' Jacinto Cabrera |         |  |

|                                                             |                                       |       |         |                                                                                 |
| 21 augustus Artemio Franchi Trophy № 508 «onderlinge duels» | Frankrijk                             | 2 – 0 | Uruguay | Parc des Princes, Parijs Toeschouwers: 20.405 Scheidsrechter: Abel Gnecco (ARG) |
| 21 augustus Artemio Franchi Trophy № 508 «onderlinge duels» | Dominique Rocheteau 5' José Touré 56' |       |         | Parc des Princes, Parijs Toeschouwers: 20.405 Scheidsrechter: Abel Gnecco (ARG) |

|                                                       |                               |       |         |                                                                                    |
| 17 oktober Vriendschappelijk № 509 «onderlinge duels» | Chili                         | 1 – 0 | Uruguay | Estadio Nacional, Santiago Toeschouwers: 30.000 Scheidsrechter: Víctor Ojeda (CHI) |
| 17 oktober Vriendschappelijk № 509 «onderlinge duels» | Miguel Ángel Neira ??' (pen.) |       |         | Estadio Nacional, Santiago Toeschouwers: 30.000 Scheidsrechter: Víctor Ojeda (CHI) |

### 1986
|                                                  |                         |       |                                                                 |                                                                              |
| 2 februari Marlboro Cup № 510 «onderlinge duels» | Canada                  | 1 – 3 | Uruguay                                                         | Orange Bowl, Miami Toeschouwers: 15.054 Scheidsrechter: Angelo Bratsis (USA) |
| 2 februari Marlboro Cup № 510 «onderlinge duels» | George Pakos 45' (pen.) |       | 27' Carlos Aguilera 54' Santiago Ostolaza 60' José Luis Zalazar | Orange Bowl, Miami Toeschouwers: 15.054 Scheidsrechter: Angelo Bratsis (USA) |

|                                                  |                  |       |                     |                                                                              |
| 7 februari Marlboro Cup № 511 «onderlinge duels» | Verenigde Staten | 1 – 1 | Uruguay             | Orange Bowl, Miami Toeschouwers: 15.852 Scheidsrechter: Marco Dorantes (MEX) |
| 7 februari Marlboro Cup № 511 «onderlinge duels» | Bruce Murray 9'  |       | 75' Carlos Aguilera | Orange Bowl, Miami Toeschouwers: 15.852 Scheidsrechter: Marco Dorantes (MEX) |

|                                                        |                                         |       |                                        |                                                                                                  |
| 16 februari Vriendschappelijk № 512 «onderlinge duels» | Uruguay                                 | 2 – 2 | Polen                                  | Estadio Centenario, Montevideo Toeschouwers: 44.000 Scheidsrechter: Juan Daniel Cardellino (URU) |
| 16 februari Vriendschappelijk № 512 «onderlinge duels» | Miguel Bossio 61' José Luis Zalazar 78' |       | 7' Krzysztof Baran 63' Krzysztof Baran | Estadio Centenario, Montevideo Toeschouwers: 44.000 Scheidsrechter: Juan Daniel Cardellino (URU) |

|                                                     |                    |       |         |                                                                                          |
| 13 april Vriendschappelijk № 513 «onderlinge duels» | Mexico             | 1 – 0 | Uruguay | Memorial Coliseum, Los Angeles Toeschouwers: 10.000 Scheidsrechter: Angelo Bratsis (USA) |
| 13 april Vriendschappelijk № 513 «onderlinge duels» | Javier Aguirre 13' |       |         | Memorial Coliseum, Los Angeles Toeschouwers: 10.000 Scheidsrechter: Angelo Bratsis (USA) |

|                                                     |       |       |         |                                                                                           |
| 21 april Vriendschappelijk № 514 «onderlinge duels» | Wales | 0 – 0 | Uruguay | The Racecourse Ground, Wrexham Toeschouwers: 11.154 Scheidsrechter: Thomas Donnelly (NIR) |
| 21 april Vriendschappelijk № 514 «onderlinge duels» |       |       |         | The Racecourse Ground, Wrexham Toeschouwers: 11.154 Scheidsrechter: Thomas Donnelly (NIR) |

|                                                     |                       |       |               |                                                                               |
| 23 april Vriendschappelijk № 515 «onderlinge duels» | Ierland               | 1 – 1 | Uruguay       | Lansdowne Road, Dublin Toeschouwers: 14.000 Scheidsrechter: John Martin (ENG) |
| 23 april Vriendschappelijk № 515 «onderlinge duels» | Gerry Daly 39' (pen.) |       | 22' Rubén Paz | Lansdowne Road, Dublin Toeschouwers: 14.000 Scheidsrechter: John Martin (ENG) |

| WK voetbal 1986 |
| --------------- |

|                                                                |                      |           |                  |                                                                                               |
| 4 juni WK-eindronde Groep E № 516 «onderlinge duels» 12:00 uur | Uruguay              | 1 – 1     | West-Duitsland   | Estadio La Corregidora, Querétaro Toeschouwers: 30.500 Scheidsrechter: Vojtěch Christov (TCH) |
| 4 juni WK-eindronde Groep E № 516 «onderlinge duels» 12:00 uur | Antonio Alzamendi 4' | (details) | 84' Klaus Allofs | Estadio La Corregidora, Querétaro Toeschouwers: 30.500 Scheidsrechter: Vojtěch Christov (TCH) |

|                                                                | |           |                             | |
| 8 juni WK-eindronde Groep E № 517 «onderlinge duels» 16:00 uur | Denemarken | 6 – 1     | Uruguay                     | Estadio Neza 86, Nezahualcóyotl Toeschouwers: 26.500 Scheidsrechter: Antonio Márquez Ramírez (MEX) |
| 8 juni WK-eindronde Groep E № 517 «onderlinge duels» 16:00 uur | Preben Elkjær Larsen 11' Søren Lerby 41' Michael Laudrup 52' Preben Elkjær Larsen 67' Preben Elkjær Larsen 80' Jesper Olsen 88' | (details) | 45' (pen.) Enzo Francescoli | Estadio Neza 86, Nezahualcóyotl Toeschouwers: 26.500 Scheidsrechter: Antonio Márquez Ramírez (MEX) |

|                                                                 |           |       |           |                                                                                         |
| 13 juni WK-eindronde Groep E № 518 «onderlinge duels» 12:00 uur | Uruguay   | 0 – 0 | Schotland | Estadio Neza 86, Nezahualcóyotl Toeschouwers: 20.000 Scheidsrechter: Joël Quiniou (FRA) |
| 13 juni WK-eindronde Groep E № 518 «onderlinge duels» 12:00 uur | (details) |       |           | Estadio Neza 86, Nezahualcóyotl Toeschouwers: 20.000 Scheidsrechter: Joël Quiniou (FRA) |

|                                                                        |                    |           |         |                                                                                     |
| 16 juni WK-eindronde Achtste finale № 519 «onderlinge duels» 16:00 uur | Argentinië         | 1 – 0     | Uruguay | Estadio Cuauhtémoc, Puebla Toeschouwers: 26.000 Scheidsrechter: Luigi Agnolin (ITA) |
| 16 juni WK-eindronde Achtste finale № 519 «onderlinge duels» 16:00 uur | Pedro Pasculli 42' | (details) |         | Estadio Cuauhtémoc, Puebla Toeschouwers: 26.000 Scheidsrechter: Luigi Agnolin (ITA) |

|  |  |  |  |  |  |  |  |  |

### 1987
|                                                    |                                  |       |                     |                                                                                                 |
| 19 juni Vriendschappelijk № 520 «onderlinge duels» | Uruguay                          | 2 – 1 | Ecuador             | Estadio Centenario, Montevideo Toeschouwers: onbekend Scheidsrechter: José Martinez Bazan (URU) |
| 19 juni Vriendschappelijk № 520 «onderlinge duels» | José Perdomo 5' José Perdomo 66' |       | 50' Pietro Marsetti | Estadio Centenario, Montevideo Toeschouwers: onbekend Scheidsrechter: José Martinez Bazan (URU) |

|                                                    |                                           |       |                  |                                                                                            |
| 23 juni Vriendschappelijk № 521 «onderlinge duels» | Uruguay                                   | 2 – 1 | Bolivia          | Estadio Centenario, Montevideo Toeschouwers: onbekend Scheidsrechter: Roberto Otello (URU) |
| 23 juni Vriendschappelijk № 521 «onderlinge duels» | Gustavo Matosas 41' Antonio Alzamendi 51' |       | 22' Carlos Borja | Estadio Centenario, Montevideo Toeschouwers: onbekend Scheidsrechter: Roberto Otello (URU) |

| Copa América 1987 |
| ----------------- |

|                                                           |            |                       |         |                                                                                          |
| 9 juli Copa América Halve finale № 522 «onderlinge duels» | Argentinië | 0 – 1                 | Uruguay | Estadio Monumental, Buenos Aires Toeschouwers: 65.000 Scheidsrechter: Elias Jacome (ECU) |
| 9 juli Copa América Halve finale № 522 «onderlinge duels» |            | 43' Antonio Alzamendi |         | Estadio Monumental, Buenos Aires Toeschouwers: 65.000 Scheidsrechter: Elias Jacome (ECU) |

|                                                      |                      |       |       |                                                                                                  |
| 12 juli Copa América Finale № 523 «onderlinge duels» | Uruguay              | 1 – 0 | Chili | Estadio Monumental, Buenos Aires Toeschouwers: 35.000 Scheidsrechter: Romualdo Arppi Filho (BRA) |
| 12 juli Copa América Finale № 523 «onderlinge duels» | Pablo Bengoechea 56' |       |       | Estadio Monumental, Buenos Aires Toeschouwers: 35.000 Scheidsrechter: Romualdo Arppi Filho (BRA) |

|  |  |  |  |  |  |  |  |  |

### 1988
|                                                             |                                        |       |                        |                                                                                       |
| 7 augustus Copa Jiménez de Quesada № 524 «onderlinge duels» | Colombia                               | 2 – 1 | Uruguay                | Estadio El Campín, Bogotá Toeschouwers: onbekend Scheidsrechter: Octavio Sierra (COL) |
| 7 augustus Copa Jiménez de Quesada № 524 «onderlinge duels» | Arnoldo Iguarán 61' Bernardo Redín 76' |       | 74' José Oscar Herrera | Estadio El Campín, Bogotá Toeschouwers: onbekend Scheidsrechter: Octavio Sierra (COL) |

|                                                     |                                          |       |                     | |
| 27 september Copa Boquerón № 525 «onderlinge duels» | Uruguay                                  | 2 – 1 | Ecuador             | Estadio Defensores del Chaco, Asunción Toeschouwers: onbekend Scheidsrechter: Gabriel González (PAR) |
| 27 september Copa Boquerón № 525 «onderlinge duels» | Gustavo Dalto 14' José Oscar Herrera 84' |       | 74' Jimmy Izquierdo | Estadio Defensores del Chaco, Asunción Toeschouwers: onbekend Scheidsrechter: Gabriel González (PAR) |

|                                                     |                                                             |       |                    | |
| 29 september Copa Boquerón № 526 «onderlinge duels» | Paraguay                                                    | 3 – 1 | Uruguay            | Estadio Defensores del Chaco, Asunción Toeschouwers: 15.000 Scheidsrechter: Luiz Carlos Félix (BRA) |
| 29 september Copa Boquerón № 526 «onderlinge duels» | Ramón Palacios 40' Julio César Franco 42' Justo Jacquet 43' |       | 75' Rubén da Silva | Estadio Defensores del Chaco, Asunción Toeschouwers: 15.000 Scheidsrechter: Luiz Carlos Félix (BRA) |

|                                                       |                                      |       |          |                                                                                        |
| 12 oktober Vriendschappelijk № 527 «onderlinge duels» | Uruguay                              | 2 – 0 | Paraguay | Estadio Centenario, Montevideo Toeschouwers: 15.000 Scheidsrechter: Jorge Nieves (URU) |
| 12 oktober Vriendschappelijk № 527 «onderlinge duels» | Rubén da Silva 15' Rubén Pereira 20' |       |          | Estadio Centenario, Montevideo Toeschouwers: 15.000 Scheidsrechter: Jorge Nieves (URU) |

|                                                      |                           |       |                  |                                                                                       |
| 1 november Copa Pinto Durán № 528 «onderlinge duels» | Chili                     | 1 – 1 | Uruguay          | Estadio Regional, Concepción Toeschouwers: 16.301 Scheidsrechter: Carlos Robles (CHI) |
| 1 november Copa Pinto Durán № 528 «onderlinge duels» | Rubén Espinoza 89' (pen.) |       | 86' Daniel Vidal | Estadio Regional, Concepción Toeschouwers: 16.301 Scheidsrechter: Carlos Robles (CHI) |

|                                                      |                                                                |       |                    |                                                                                          |
| 9 november Copa Pinto Durán № 529 «onderlinge duels» | Uruguay                                                        | 3 – 1 | Chili              | Estadio Centenario, Montevideo Toeschouwers: 6.470 Scheidsrechter: José Cardellino (URU) |
| 9 november Copa Pinto Durán № 529 «onderlinge duels» | Rubén da Silva 71' (pen.) Enrique Báez 79' Sergio Martínez 87' |       | 89' Rubén Espinoza | Estadio Centenario, Montevideo Toeschouwers: 6.470 Scheidsrechter: José Cardellino (URU) |

|                                                |                                                          |       |      |                                                                                           |
| 14 december Copa MUFP № 530 «onderlinge duels» | Uruguay                                                  | 3 – 0 | Peru | Estadio Centenario, Montevideo Toeschouwers: 9.000 Scheidsrechter: Ricardo Calabria (ARG) |
| 14 december Copa MUFP № 530 «onderlinge duels» | Enzo Francescoli 13' Enzo Francescoli 30' Rubén Sosa 44' |       |      | Estadio Centenario, Montevideo Toeschouwers: 9.000 Scheidsrechter: Ricardo Calabria (ARG) |

### 1989
|                                  |                    |       |                     |                                                                                                  |
| 22 april Vriendschappelijk № 531 | Italië             | 1 – 1 | Uruguay             | Stadio Marc'Antonio Bentegodi, Verona Toeschouwers: 13.891 Scheidsrechter: George Courtney (ENG) |
| 22 april Vriendschappelijk № 531 | Roberto Baggio 65' |       | 83' Carlos Aguilera | Stadio Marc'Antonio Bentegodi, Verona Toeschouwers: 13.891 Scheidsrechter: George Courtney (ENG) |

|                               |                                                            |       |                 |                                                                                        |
| 3 mei Vriendschappelijk № 532 | Uruguay                                                    | 3 – 1 | Ecuador         | Estadio Centenario, Montevideo Toeschouwers: 15.000 Scheidsrechter: Jorge Romero (ARG) |
| 3 mei Vriendschappelijk № 532 | Sergio Martínez 9' Carlos Aguilera 55' Carlos Aguilera 90' |       | 85' Raúl Avilés | Estadio Centenario, Montevideo Toeschouwers: 15.000 Scheidsrechter: Jorge Romero (ARG) |

|                                |                 |       |                        |                                                                                             |
| 23 mei Vriendschappelijk № 533 | Ecuador         | 1 – 1 | Uruguay                | Estadio Olímpico Atahualpa, Quito Toeschouwers: 20.000 Scheidsrechter: Adolfo Quirola (ECU) |
| 23 mei Vriendschappelijk № 533 | Raúl Avilés 58' |       | 90' José Oscar Herrera | Estadio Olímpico Atahualpa, Quito Toeschouwers: 20.000 Scheidsrechter: Adolfo Quirola (ECU) |

|                                                   |         |       |         |                                                                                                   |
| 8 juni Vriendschappelijk № 534 «onderlinge duels» | Bolivia | 0 – 0 | Uruguay | Estadio Ramón Tahuichi Aguilera, Santa Cruz Toeschouwers: 20.000 Scheidsrechter: Pablo Peña (BOL) |
| 8 juni Vriendschappelijk № 534 «onderlinge duels» |         |       |         | Estadio Ramón Tahuichi Aguilera, Santa Cruz Toeschouwers: 20.000 Scheidsrechter: Pablo Peña (BOL) |

|                                                    |                            |       |         |                                                                                          |
| 14 juni Vriendschappelijk № 535 «onderlinge duels» | Uruguay                    | 1 – 0 | Bolivia | Estadio Centenario, Montevideo Toeschouwers: 20.000 Scheidsrechter: Roberto Otello (URU) |
| 14 juni Vriendschappelijk № 535 «onderlinge duels» | Carlos Aguilera 18' (pen.) |       |         | Estadio Centenario, Montevideo Toeschouwers: 20.000 Scheidsrechter: Roberto Otello (URU) |

|                                 |                                       |       |                                     |                                                                                           |
| 19 juni Vriendschappelijk № 536 | Uruguay                               | 2 – 2 | Chili                               | Estadio Centenario, Montevideo Toeschouwers: 20.516 Scheidsrechter: Ernesto Filippi (URU) |
| 19 juni Vriendschappelijk № 536 | Gabriel Correa 55' Gabriel Correa 73' |       | 34' Hugo González 66' Jaime Pizarro | Estadio Centenario, Montevideo Toeschouwers: 20.516 Scheidsrechter: Ernesto Filippi (URU) |

| Copa América 1989 |
| ----------------- |

|                                   |         |                    |         |                                                                                         |
| 2 juli Copa América Groep B № 537 | Uruguay | 0 – 1              | Ecuador | Estádio Serra Dourada, Goiânia Toeschouwers: 19.000 Scheidsrechter: Carlos Maciel (PAR) |
| 2 juli Copa América Groep B № 537 |         | 88' Hérmen Benítez |         | Estádio Serra Dourada, Goiânia Toeschouwers: 19.000 Scheidsrechter: Carlos Maciel (PAR) |

|                                                      |                                                            |       |         |                                                                                         |
| 4 juli Copa América Groep B № 538 «onderlinge duels» | Uruguay                                                    | 3 – 0 | Bolivia | Estádio Serra Dourada, Goiânia Toeschouwers: 8.000 Scheidsrechter: Arnaldo Coelho (BRA) |
| 4 juli Copa América Groep B № 538 «onderlinge duels» | Santiago Ostolaza 30' Rubén Sosa 33' Santiago Ostolaza 60' |       |         | Estádio Serra Dourada, Goiânia Toeschouwers: 8.000 Scheidsrechter: Arnaldo Coelho (BRA) |

|                                   |                                                           |       |       |                                                                                       |
| 6 juli Copa América Groep B № 539 | Uruguay                                                   | 3 – 0 | Chili | Estádio Serra Dourada, Goiânia Toeschouwers: 3.000 Scheidsrechter: José Ramírez (PER) |
| 6 juli Copa América Groep B № 539 | Rubén Sosa 44' Antonio Alzamendi 73' Enzo Francescoli 78' |       |       | Estádio Serra Dourada, Goiânia Toeschouwers: 3.000 Scheidsrechter: José Ramírez (PER) |

|                                   |                      |       |         |                                                                                      |
| 8 juli Copa América Groep B № 540 | Argentinië           | 1 – 0 | Uruguay | Estádio Serra Dourada, Goiânia Toeschouwers: 18.000 Scheidsrechter: Jesús Díaz (COL) |
| 8 juli Copa América Groep B № 540 | Claudio Caniggia 69' |       |         | Estádio Serra Dourada, Goiânia Toeschouwers: 18.000 Scheidsrechter: Jesús Díaz (COL) |

|                                        |          |                                                          |         | |
| 12 juli Copa América Finaleronde № 541 | Paraguay | 0 – 3                                                    | Uruguay | Estádio do Maracanã, Rio de Janeiro Toeschouwers: 60.000 Scheidsrechter: Juan Carlos Loustau (ARG) |
| 12 juli Copa América Finaleronde № 541 |          | 28' Enzo Francescoli 82' Antonio Alzamendi 89' Rubén Paz |         | Estádio do Maracanã, Rio de Janeiro Toeschouwers: 60.000 Scheidsrechter: Juan Carlos Loustau (ARG) |

|                                        |            |                               |         |                                                                                               |
| 14 juli Copa América Finaleronde № 542 | Argentinië | 0 – 2                         | Uruguay | Estádio do Maracanã, Rio de Janeiro Toeschouwers: 45.000 Scheidsrechter: Arnaldo Coelho (BRA) |
| 14 juli Copa América Finaleronde № 542 |            | 38' Rubén Sosa 81' Rubén Sosa |         | Estádio do Maracanã, Rio de Janeiro Toeschouwers: 45.000 Scheidsrechter: Arnaldo Coelho (BRA) |

|                                        |             |       |         |                                                                                              |
| 16 juli Copa América Finaleronde № 543 | Brazilië    | 1 – 0 | Uruguay | Estádio do Maracanã, Rio de Janeiro Toeschouwers: 148.068 Scheidsrechter: Hernán Silva (CHI) |
| 16 juli Copa América Finaleronde № 543 | Romário 49' |       |         | Estádio do Maracanã, Rio de Janeiro Toeschouwers: 148.068 Scheidsrechter: Hernán Silva (CHI) |

|  |  |  |  |  |  |  |  |  |

|                                                       |         |       |          |                                                                                           |
| 6 augustus Vriendschappelijk № 544 «onderlinge duels» | Uruguay | 0 – 0 | Colombia | Estadio Centenario, Montevideo Toeschouwers: 20.000 Scheidsrechter: Ernesto Filippi (URU) |
| 6 augustus Vriendschappelijk № 544 «onderlinge duels» |         |       |          | Estadio Centenario, Montevideo Toeschouwers: 20.000 Scheidsrechter: Ernesto Filippi (URU) |

|                                   |      |                                      |         |                                                                                   |
| 27 augustus WK-kwalificatie № 545 | Peru | 0 – 2                                | Uruguay | Estadio Nacional, Lima Toeschouwers: 45.000 Scheidsrechter: Carlos Espósito (ARG) |
| 27 augustus WK-kwalificatie № 545 |      | 46' Rubén Sosa 69' Antonio Alzamendi |         | Estadio Nacional, Lima Toeschouwers: 45.000 Scheidsrechter: Carlos Espósito (ARG) |

|                                                      |                                              |       |                |                                                                                        |
| 3 september WK-kwalificatie № 546 «onderlinge duels» | Bolivia                                      | 2 – 1 | Uruguay        | Estadio Hernando Siles, La Paz Toeschouwers: 52.000 Scheidsrechter: José Vergara (VEN) |
| 3 september WK-kwalificatie № 546 «onderlinge duels» | Alfonso Domínguez 38' (e.d.) Álvaro Peña 47' |       | 49' Rubén Sosa | Estadio Hernando Siles, La Paz Toeschouwers: 52.000 Scheidsrechter: José Vergara (VEN) |

|                                                       |                                     |       |         |                                                                                         |
| 17 september WK-kwalificatie № 547 «onderlinge duels» | Uruguay                             | 2 – 0 | Bolivia | Estadio Centenario, Montevideo Toeschouwers: 70.000 Scheidsrechter: Gaston Castro (CHI) |
| 17 september WK-kwalificatie № 547 «onderlinge duels» | Rubén Sosa 31' Enzo Francescoli 39' |       |         | Estadio Centenario, Montevideo Toeschouwers: 70.000 Scheidsrechter: Gaston Castro (CHI) |

|                                    |                                 |       |      |                                                                                             |
| 24 september WK-kwalificatie № 548 | Uruguay                         | 2 – 0 | Peru | Estadio Centenario, Montevideo Toeschouwers: 57.000 Scheidsrechter: José Ramiz Wright (BRA) |
| 24 september WK-kwalificatie № 548 | Rubén Sosa 45+1' Rubén Sosa 68' |       |      | Estadio Centenario, Montevideo Toeschouwers: 57.000 Scheidsrechter: José Ramiz Wright (BRA) |

AUF · A-internationals · Selecties · Bondscoaches · Uruguayaans vrouwenelftal · Olympisch elftal · Uruguay U21 · Uruguay U20 · Uruguay U19 · Uruguay U18 · Uruguay U17
1900 – 1909 ·
1910 – 1919 ·
1920 – 1929 ·
1930 – 1939 ·
1940 – 1949 ·
1950 – 1959 ·
1960 – 1969 ·
1970 – 1979 ·
1980 – 1989 ·
1990 – 1999 ·
2000 – 2009 ·
2010 – 2019 ·
2020 – 2029
WK 1930 · 
WK 1950 · 
WK 1954 · 
WK 1962 · 
WK 1966 · 
WK 1970 ·
WK 1974 · 
WK 1986 · 
WK 1990 · 
WK 2002 · 
WK 2010 · 
WK 2014 · 
WK 2018
OS 1924 · 
OS 1928 ·
OS 2012
1902 · 
1903 · 
1904 · 
1905 · 
1906 · 
1907 · 
1908 · 
1909 ·
1910 · 
1911 · 
1912 · 
1913 · 
1914 · 
1915 · 
1916 · 
1917 · 
1918 · 
1919 ·
1920 · 
1921 · 
1922 · 
1923 · 
1924 · 
1925 · 
1926 · 
1927 · 
1928 · 
1929 ·
1930 · 
1931 · 
1932 · 
1933 · 
1934 · 
1935 · 
1936 · 
1937 · 
1938 · 
1939 ·
1940 · 
1941 · 
1942 · 
1943 · 
1944 · 
1945 · 
1946 · 
1947 · 
1948 · 
1949 ·
1950 · 
1951 · 
1952 · 
1953 · 
1954 · 
1955 · 
1956 · 
1957 · 
1958 · 
1959 ·
1960 · 
1961 · 
1962 · 
1963 · 
1964 · 
1965 · 
1966 · 
1967 · 
1968 · 
1969 ·
1970 · 
1971 · 
1972 · 
1973 · 
1974 · 
1975 · 
1976 · 
1977 · 
1978 · 
1979 ·
1980 · 
1981 · 
1982 · 
1983 · 
1984 · 
1985 · 
1986 · 
1987 · 
1988 · 
1989 ·
1990 ·
1991 · 
1992 · 
1993 · 
1994 · 
1995 · 
1996 · 
1997 · 
1998 · 
1999 · 
2000 · 
2001 · 
2002 · 
2003 · 
2004 · 
2005 · 
2006 · 
2007 · 
2008 · 
2009 · 
2010 · 
2011 · 
2012 · 
2013 · 
2014 · 
2015 · 
2016 ·
2017 ·
2018 ·
2019 ·
2020 ·
2021 ·
2022 ·
2023 ·
2024
Algerije ·
Angola ·
Argentinië ·
Australië ·
België ·
Bolivia ·
Brazilië ·
Bulgarije ·
Canada ·
Chili ·
China ·
Colombia ·
Costa Rica ·
Cuba ·
DDR ·
Denemarken ·
Duitsland ·
Ecuador ·
Egypte ·
Engeland ·
Estland ·
 Finland ·
Frankrijk ·
Georgië ·
Ghana ·
Guatemala ·
Haïti ·
Honduras ·
Hongarije ·
Ierland ·
India ·
Indonesië ·
Irak ·
Iran ·
Israël ·
Italië ·
Ivoorkust ·
Jamaica ·
Japan ·
Joegoslavië ·
Jordanië ·
Libië ·
Luxemburg ·
Maleisië ·
Mexico ·
Marokko ·
Nederland ·
Nicaragua ·
Nieuw-Zeeland ·
Nigeria ·
Noord-Ierland ·
Noorwegen ·
Oekraïne ·
Oezbekistan ·
Oman ·
Oostenrijk ·
Panama ·
Paraguay ·
Peru ·
Polen ·
Portugal ·
Roemenië ·
Rusland ·
Saarland ·
Saoedi-Arabië ·
Schotland ·
Senegal ·
Servië & Montenegro ·
Singapore ·
Slovenië ·
Sovjet-Unie ·
Spanje ·
Tahiti ·
Thailand ·
Trinidad en Tobago · 
Tsjechië ·
Tsjecho-Slowakije ·
Tunesië · 
Turkije ·
Venezuela ·
Verenigde Arabische Emiraten ·
Verenigde Staten ·
Wales ·
Zuid-Afrika ·
Zuid-Korea ·
Zweden ·
Zwitserland
Argentinië (1986) ·
België (1990) ·
Brazilië (1950) · 
Colombia (2014) ·
Costa Rica (2014) ·
Denemarken (1986) ·
Denemarken (2002) ·
Duitsland (2010) ·
Egypte (2018) ·
Engeland (2014) ·
Frankrijk (2002) ·
Frankrijk (2010) ·
Frankrijk (2018) ·
Ghana (2010) ·
Italië (1990) ·
Italië (2014) ·
Mexico (2010) ·
Nederland (1974) ·
Nederland (2010) ·
Portugal (2018) ·
Rusland (2018) ·
Saoedi-Arabië (2018) ·
Schotland (1986) ·
Senegal (2002) ·
Spanje (1990) ·
West-Duitsland (1986) ·
Zuid-Afrika (2010) ·
Zuid-Korea (1990) ·
Zuid-Korea (2010)
CONMEBOL: Bolivia · Chili  · Colombia · Ecuador · Uruguay

UEFA: Albanië · België · Bulgarije · Cyprus · Denemarken · West-Duitsland · Duitse Democratische Republiek · Engeland · Faeröer · Finland · Frankrijk · Griekenland · Hongarije · IJsland · Ierland · Israël · Italië · Joegoslavië ·  Liechtenstein · Luxemburg · Malta · Nederland · Noord-Ierland · Noorwegen · Oostenrijk · Polen · Portugal · Roemenië · San Marino · Schotland ·  Sovjet-Unie ·  Spanje · Tsjecho-Slowakije · Turkije · Wales ·  Zweden · Zwitserland

CAF: Madagaskar